# 汉施泰特
汉施泰特是德国下萨克森州的一个市镇。总面积59.30平方公里，总人口5236人，其中男性2491人，女性2745人（2011年12月31日），人口密度88人/平方公里。